# Machida Shuzo
Shuzo Machida (sinh ngày 31 tháng 10 năm 1973) là một cầu thủ bóng đá người Nhật Bản.

## Sự nghiệp câu lạc bộ
Shuzo Machida đã từng chơi cho JEF United Ichihara.